# Anachis coseli
Anachis coseli is een slakkensoort uit de familie van de Columbellidae. De wetenschappelijke naam van de soort is voor het eerst geldig gepubliceerd in 1991 door Diaz & Mittnacht.